# アリソン・スドル
アリソン・スドル（Alison Sudol 1984年12月23日 - ）は、ソロ・アーティスト名ファイン・フレンジーで知られる米国のシンガーソングライター、女優。著名な出演作は映画『ファンタスティック・ビースト』シリーズ。

## 生い立ち
米国ワシントン州シアトルで生まれる。父親は演技指導者ジョン・スドル。5歳でロサンゼルスに移る。スウィングジャズ、クラシック、ソウルといった様々な音楽を聴きながら育つ。またアレサ・フランクリンやエラ・フィッツジェラルドなどを聴いた。文学少女であり、チャールズ・ディケンズ、ルイス・キャロル、E・B・ホワイト、C・S・ルイスなどの文学作品に夢中になった。16歳で高校を卒業後、あまり大学進学には気が進まず、その間、音楽の道へ進むことを考えた。ピアノを独学で習得し、さらに曲を書きはじめた。自らの楽曲を吹き込んだデモをレコード会社各社に送り、そのなかでもEMIのジェイソン・フロムから注目されたことから、レコード契約を果たした。スドルのアーティスト名ファイン・フレンジーはウィリアム・シェイクスピアの戯曲『夏の夜の夢』の一節から来ている。

## 音楽活動
2007年7月17日にヴァージン・レコードよりデビュースタジオアルバム『海からの贈りもの』をリリース。本作はドイツ、オーストリアでゴールドディスク認定された。同アルバムからの先行リードシングル「オールモスト・ラヴァー」は自ら書いた楽曲であり、特に欧州諸国で成功を果たし、ドイツやスイスでゴールドディスク認定された。
2008年2月6日に放映されたデイヴィッド・レターマンが司会を務める米国の深夜トーク番組『レイト・ショー・ウィズ・デイヴィッド・レターマン』に登場、歌唱を披露する。米国、カナダ、イギリス、オランダ、フランス、ベルギー、ドイツ、スイスなどで同年3月から4月の間にツアーを敢行。11月に再び、ドイツ、スイス、オーストリアでツアーした。
2009年8月28日にセカンドスタジオアルバム『Bomb in a Birdcage』を発表、米国の『オールミュージック』は五つ星レビューにおいて四つ星を与え、前回のアルバムより高く評価した。本作は米国のビルボード200で最高28位に達する。同年にはライブアルバム『A Fine Frenzy Live at the House of Blues Chicago』をリリースした。
2012年10月9日にサードスタジオアルバム『Pines』を発表し、同年に米国やカナダをツアーした。本作は『EY Magazine』や『オールミュージック』で四つ星、音楽情報サイト『Consequence of Sound』では三つ星を与えた。
音楽活動の合間、2007年にテレビドラマ『CSI:ニューヨーク』にノヴァ・ケント役でゲスト出演を果たす。2014年に放映されたコメディテレビドラマ『トランスペアレント』に数話ゲスト出演したあと、2015年のミステリーテレビドラマ『Dig/聖都の謎』にエマ・ウィルソン役でレギュラー出演している。
2011年以来、国際自然保護連合の親善大使を務めている。

## 著書

### 寄稿
- Feminists Don't Wear Pink (and other lies): Amazing women on what the F-word means to them, (2018年) Penguin. ISBN 978-0241357187

## ディスコグラフィー

### アルバム
| 作品名                               | 発売年月日      |
| ------------------------------------ | --------------- |
| 海からの贈りもの One Cell in the Sea | - 2007年7月17日 |
| Bomb in a Birdcage                   | - 2009年8月28日 |
| Pines                                | - 2012年10月9日 |

### シングル
| 作品名            | 発売年   |
| ----------------- | -------- |
| Almost Lover      | - 2007年 |
| Rangers           | - 2007年 |
| Come On, Come Out | - 2007年 |
| Blow Away         | - 2009年 |
| Happier           | - 2009年 |
| Electric Twist    | - 2010年 |
| Now Is the Start  | - 2012年 |

## フィルモグラフィー

### 映画
| 年   | 邦題/原題                                                                                    | 役名                       | 備考 |
| ---- | -------------------------------------------------------------------------------------------- | -------------------------- | ---- |
| 2016 | ファンタスティック・ビーストと魔法使いの旅 Fantastic Beasts and Where to Find Them           | クイニー・ゴールドスタイン |      |
| 2016 | Between Us                                                                                   | Nadia                      |      |
| 2018 | ファンタスティック・ビーストと黒い魔法使いの誕生 Fantastic Beasts: The Crimes of Grindelwald | クイニー・ゴールドスタイン |      |
| 2019 | ラスト・フル・メジャー 知られざる英雄の真実 The Last Full Measure                            | タラ・ハフマン             |      |
| 2022 | ファンタスティック・ビーストとダンブルドアの秘密 Fantastic Beasts: The Secrets of Dumbledore | クイニー・ゴールドスタイン |      |

### テレビドラマ
| 年   | 邦題/原題                      | 役名             | 備考                                          |
| ---- | ------------------------------ | ---------------- | --------------------------------------------- |
| 2007 | CSI:ニューヨーク CSI:NY        | ノヴァ・ケント   | テレビシリーズ 第4シーズン第1話「届かぬ叫び」 |
| 2014 | トランスペアレント Transparent | カヤ             |                                               |
| 2015 | Dig/聖都の謎 Dig               | エマ・ウィルソン |                                               |